# ديفيد أوين (كاتب)
ديفيد أوين (بالإنجليزية: David Owen)‏ هو كاتب أمريكي، ولد في 14 فبراير 1955.

## وصلات خارجية
- ديفيد أوين على موقع ميوزك برينز (الإنجليزية)